# Гермітедж-Сендівілл
Гермітедж-Сендівілл (англ. Hermitage-Sandyville) — містечко в Канаді, у провінції Ньюфаундленд і Лабрадор.

## Населення
За даними перепису 2016 року, містечко нараховувало 422 особи, показавши скорочення на 6,2%, порівняно з 2011-м роком. Середня густина населення становила 14,6 осіб/км².
З офіційних мов обидвома одночасно не володів жоден з жителів, тільки англійською — 420.
Працездатне населення становило 45,5% усього населення, рівень безробіття — 20% (26,3% серед чоловіків та 18,8% серед жінок). 94,3% осіб були найманими працівниками, а 5,7% — самозайнятими.

## Клімат
Середня річна температура становить 4,7°C, середня максимальна – 19°C, а середня мінімальна – -9,2°C. Середня річна кількість опадів – 1 583 мм.
| Клімат поселення                              | Клімат поселення | Клімат поселення | Клімат поселення | Клімат поселення | Клімат поселення | Клімат поселення | Клімат поселення | Клімат поселення | Клімат поселення | Клімат поселення | Клімат поселення | Клімат поселення | Клімат поселення |
| Показник                                      | Січ.             | Лют.             | Бер.             | Квіт.            | Трав.            | Черв.            | Лип.             | Серп.            | Вер.             | Жовт.            | Лист.            | Груд.            |                  |
| Середній максимум, °C                         | −0,73            | −1,26            | 1,42             | 5,83             | 10,05            | 14,16            | 17,64            | 19,04            | 15,49            | 10,60            | 6,12             | 1,64             |                  |
| Середня температура, °C                       | −4,7             | −5,24            | −2,55            | 1,87             | 6,10             | 10,21            | 14,34            | 15,73            | 12,19            | 7,29             | 2,79             | −1,67            |                  |
| Середній мінімум, °C                          | −8,64            | −9,19            | −6,5             | −2,09            | 2,13             | 6,24             | 11,02            | 12,43            | 8,89             | 3,99             | −0,51            | −4,97            |                  |
| Норма опадів, мм                              | 134              | 129              | 119              | 124              | 118              | 133              | 120              | 106              | 143              | 156              | 160              | 141              |                  |
| Середньомісячна швидкість вітру, м/с          | 8.90             | 8.24             | 7.73             | 6.74             | 5.66             | 5.09             | 4.80             | 5.02             | 5.85             | 6.86             | 7.85             | 8.64             |                  |
| Середньомісячна сонячна радіація, кДж/м²·день | 3910             | 6832             | 10985            | 14430            | 17582            | 19007            | 18491            | 16066            | 12199            | 7432             | 4188             | 3068             |                  |
| --------------------------------------------- | ---------------- | ---------------- | ---------------- | ---------------- | ---------------- | ---------------- | ---------------- | ---------------- | ---------------- | ---------------- | ---------------- | ---------------- | ---------------- |
| Джерело:                                      |                  |                  |                  |                  |                  |                  |                  |                  |                  |                  |                  |                  |                  |